# Jaime Walfish
Jaime Walfisch fue un actor, fotógrafo y director argentino.

## Carrera
Maestro de actores teatrales, Walfisch, tuvo trayectoria sobre tablas como en el cine, donde pudo lucirse con grandes figuras de la talla de Walter Vidarte, Rafael Carret y Leonardo Favio.
En teatro se destacó como tanto en función de director como de actor junto a actores del momento como Rodolfo Onetto, Angelina Pagano, Horacio Delfino, Roberto Tálice y Mario Pocoví. Hizo una destacada carrera en el Teatro Municipal Lavardén.
En televisión también actuó en varios teleteatros, entre ellos, Biografía de grandes artistas, junto con Elba Mania.
Siendo comunista integra cuya junta directiva estaba integrada por Pablo Racioppi, Lydia Lamaison, Pascual Nacaratti, Alberto Barcel y Domingo Mania.Sería perseguido durante el Proceso de Reorganización Nacional, fallece en Buenos Aires en el año 1978.
Integró a su vez la Sociedad General de Autores de la Argentina (Argentores).

## Filmografía
1958: El hombre que hizo el milagro
1968: Martín Fierro

## Teatro
- Esa mujer (1947), junto a Clara Giol Bressán.
- El hombre incompleto (1950).
- Crepúsculos en otoño (1955), de Agustín Obregón. En su rol de director , junto con la supervisión de la Angelina Pagano. El elenco estaba formado por Daniel de Alvarado, María Aurelia Bisutti, María Esther Podestá y Luis Medina Castro.
- * Culpable (1956).
- Tita, Tito y Bobolín (1957), estrenada en el Teatro Maipo
- Viejo Discepolín, en la que trabajó como director, con libretos de Abel Santa Cruz, junto a Miguel Ligero, Tania, Ubaldo Martínez, Jacinto Herrera, Raúl del Valle, Félix Mutarelli, Elda Dessel y Ciriaco Ortiz.